# Festői szerelem
A Festői szerelem (eredeti cím: The Art of Us) 2017-es amerikai televíziós romantikus filmvígjáték, melyet Kristoffer Tabori rendezett. A főbb szerepekben Taylor Cole, Steve Lund, Brenda Crichlow és Malcolm Stewart látható.

## Cselekmény
Harper Higgins művészettörténész, művészeti kritikus eltökélt szándéka, hogy megszerezzen egy állást a bostoni művészeti főiskolán, és ennek érdekében arra számít, hogy egy nagy művészeti galéria kurátora lesz az egyetemen. 
Mivel a munkája miatt elég elfoglalt, ezért felvesz egy kutyasétáltatót, Tom Beckert, aki több más kutyával foglalkozik egyszerre. Higgins nem firtatja, hogy a férfi mivel foglalkozik egyébként, mert láthatóan jól ért a kutyákhoz, és ez a nőnek elég háttérinfó.
A férfi rendszeresen rajzórákat vesz, és szabadidejében szinte állandóan fest. Kiderül róla, hogy  leszerelt katona, és a festést csak feszültségoldásnak használja, nem szeretne híres lenni, vagy megélni a képei eladásából.
Ám amikor a sztárművész lemondja a Higgins által szervezett festménykiállításon való részvételt, Higgins hirtelen nem talál mást, mint a nemrég felvett kutyasétáltatóját, aki autodidakta, tehetséges festő, akiről talán még az is kiderül, hogy egy híres holland festő leszármazottja.
Azonban a kiállítást látogató sznob közönség és Higgins néhány irigy kollégája beleköt az amatőr művész személyes hátterébe, mivel a híres felmenővel való rokoni kapcsolat nincs bizonyítva, csak egy kézzel írt régi feljegyzés utal rá. Tom Becker nem fogja fel tragikusan a dolgot, Higgins azonban felmondja az állását, és ő maga is festeni kezd, amit mindig is szeretett volna csinálni, de a munkája addig ezt nem tette lehetővé.
A két művész a magánéletben is annyira jól kijön egymással, hogy összeköltöznek.

## Szereplők
| Szerep                            | Színész              | Magyar hang[forrás?] |
| --------------------------------- | -------------------- | -------------------- |
| Harper Higgins, művészettörténész | Taylor Cole          | Kisfalvi Krisztina   |
| Tom Becker, amatőr festő          | Steve Lund           | Szatory Dávid        |
| Lindsay, Higgins kollégája        | Brenda Crichlow      | Kiss Erika           |
| Dr. Martin                        | Ken Tremblett        | Holl Nándor          |
| Rick                              | Corey Sevier         | Moser Károly         |
| Frank                             | Keith MacKechnie     |                      |
| Victoria Bainbridge               | Frances Flanagan     |                      |
| Peyton                            | Natalie von Rotsburg |                      |
| Casey                             | Jennifer Laporte     |                      |